# اريك هوغن
اريك هوغن (بالإنجليزية: Eric Hogan)‏ (17 ديسمبر 1971 بكورك في جمهورية أيرلندا - ) هو لاعب كرة قدم أيرلندي في مركز الهجوم. لعب مع برمنغهام سيتي ونادي شامروك روفرز وكوبه رامبلرز ‏.